# Praestigia sibirica
Praestigia sibirica là một loài nhện trong họ Linyphiidae.
Loài này thuộc chi Praestigia. Praestigia sibirica được Yuri M. Marusik, Gnelitsa & Koponen miêu tả năm 2008.